# Salvador Quevedo y Zubieta
Salvador Quevedo y Zubieta fue un escritor, médico, psiquiatra, abogado y político mexicano que vivió durante la segunda mitad del siglo XIX. Nació en Guadalajara, Jalisco, y fue hermano de Miguel Ángel de Quevedo y de Manuel G de Quevedo y Zubieta. Falleció en la Ciudad de México, D.F. el 6 de julio de 1935.  
Profesor de gramática y literatura en el Liceo de Varones de la Ciudad de Guadalajara, se graduó en leyes en 1880, y dos años después, a causa de sus críticas al gonzalismo, debió exiliarse. Radicó en Madrid, Londres y París, donde se doctoró en Medicina en la Universidad de La Sorbona. Precisamente el escritor Federico Gamboa, Secretario de Relaciones Exteriores (1913) del gobierno mexicano, anotó en "Mi diario" el 14 de febrero de 1911, en París, Francia:

"Mañana de angustia. En la casa de salud del doctor Remy, lejísimos, número 62 de la calle Laugier, Salvador Quevedo y Zubieta operó a mi hijo de unas vegetaciones adenoides que nos lo tenían muy descompuesto. Hasta el medio día no regresé al hotel con mi operado, todavía debilucho y sonriente".

Fue cónsul de México en Santander, España y en Saint-Nazaire, Francia. En México se incorporó al Cuerpo Médico Militar. Colaboró en "La Constitución", periódico político y literario; así como en los periódicos "El Republicano", "El Día", "El Imparcial" y "El Telégrafo". Quevedo y Zubieta, fundaría en 1881 el periódico semanal "El Lunes", destinado a combatir los actos de administración del Presidente de México Manuel González Flores (1880-1884). Fue corresponsal de prensa en Londres (1883) de La Patria y el Partido Liberal.

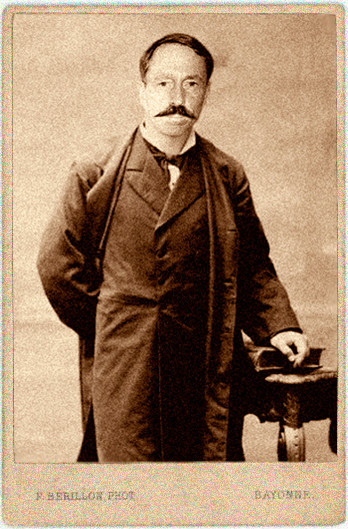
Salvador Quevedo y Zubieta. Retrato por Ferdinand Berillón. Bayonne, Francia. 1902

Cuando Porfirio Díaz fue elegido presidente, Quevedo y Zubieta fue nombrado asesor económico de Díaz, cargo que ejerció hasta 1880, cuando Manuel González se alcanzó la presidencia. Apoyó la campaña de desprestigio que Díaz y Manuel Romero Rubio llevaron a cabo contra González, escribiendo artículos de oposición en su contra. Salvador Quevedo y Zubieta hizo correr el rumor de que González trajo desde Circasia, Rusia, una amante. 
Al término del mandato de González, se retiró de la política, ejerció como psiquiatra y escribió dos obras en las que se combinan la ficción literaria y la investigación psicológica: "Porfirio Díaz: Ensayo de Psicología Histórica" (París, C. Bouret, 1906) y "La Camada" (México, C. Bouret, 1912), que se presenta como una obra de psicología social. 
Publicó en 1909 "El caudillo" (París, México, La Vda. de C. Bouret, 1909), sobre la vida de Porfirio Díaz. Otras obras de Quevedo y Zubieta son: "El carnaval de México" (1879), "México. Recuerdos de un emigrado" (Madrid, Est. tip. de los Sucesores de Rivadeneyra, 1883),  "El general González y su gobierno en México : anticipo a la historia" (México, Estab. tip. de Patoni, 1884), "Un Año en Londres: Notas al Vuelo" (París, C. Bouret, 1885), "México, Recuerdos de un emigrado" Con prólogo de Don Emilio Castelar (París, 1888),  "Récits méxicains, suivi de Dialogues parisiens" (París, Savine, 1888), "El lépero" (1898), "Campañas de prensa, los consulados mexicanos, socialismo" (1913), "Huerta; drama histórico en cinco actos" (México, A. Botas, 1916), "Doña Pía" o, El contrachoque, comedia dramática revolucionaria en cuatro actos. (México, Talleres Gráficos de la Escuela Industrial de Huérfanos, 1919), "En tierra de sangre y broma" (1921), "México manicomio" (1927), "México marichacho" (1927), "Las ensabanadas" (1934) y "La Ley de la sábana" (1935).